# هسته (سیاره)

ساختار درونی سیاره‌ی زمین

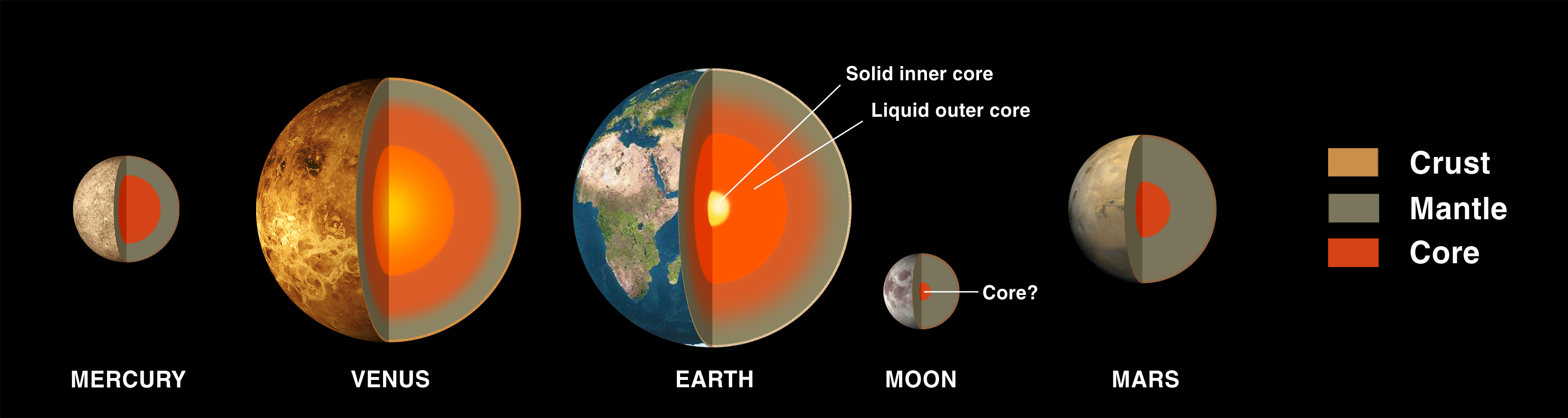
ساختار درونی سیاره‌های زمین‌سان سامانه‌ی خورشیدی

هسته به درونی‌ترین لایه(های) یک سیاره گفته می‌شود.